# Pavel Palazjtsjenko

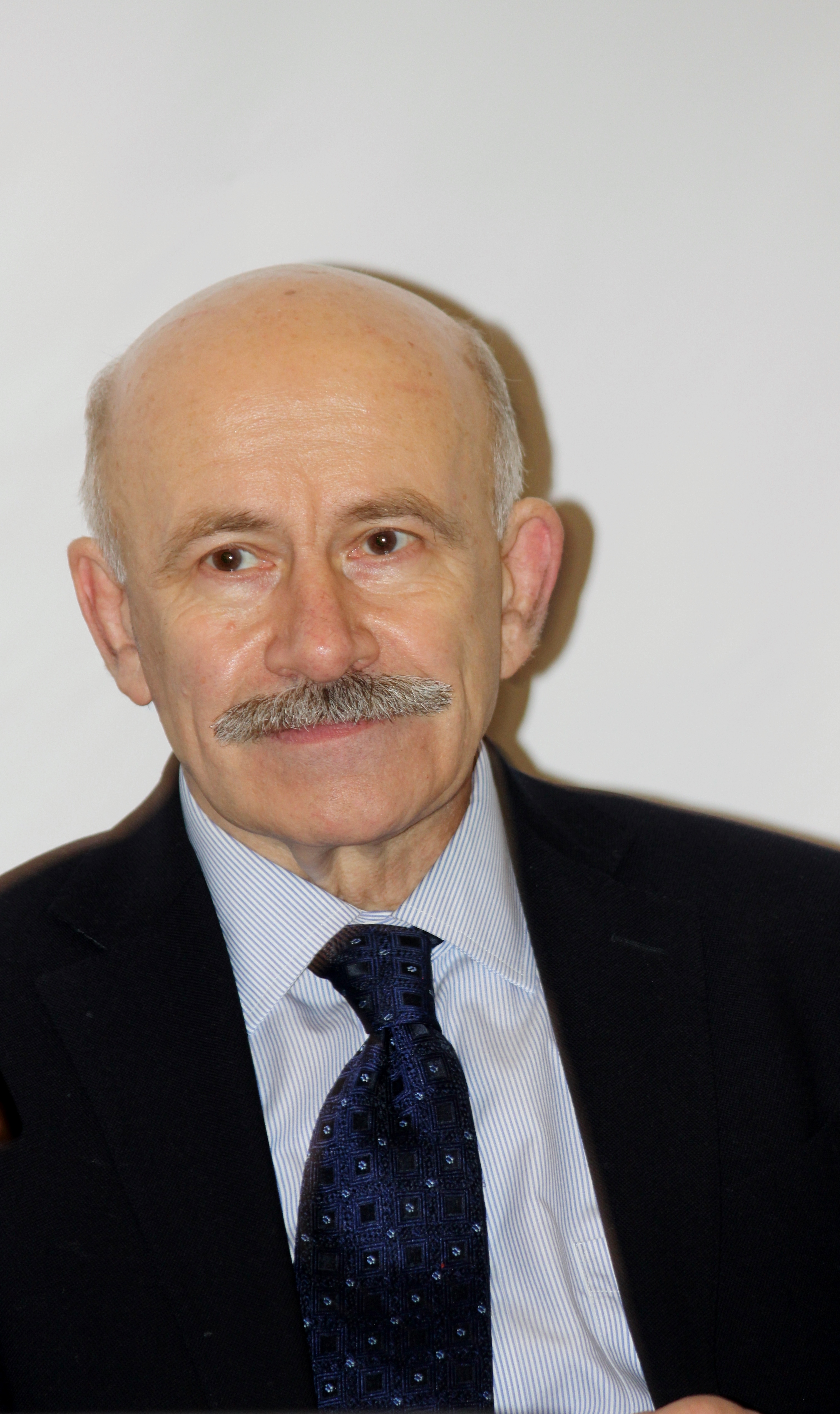
Pavel Palazjtsjenko (2018)

Pavel Roeslanovitsj Palazjtsjenko (Russisch: Па́вел Русла́нович Пала́жченко) (Monino (Oblast Moskou), 17 maart 1949) is een hooggeplaatste tolk uit Rusland. Hij was van 1985 tot 1991 de vaste Engelse tolk van Sovjetleider Michail Gorbatsjov en minister van Buitenlandse Zaken Edoeard Sjevardnadze.
Palazjtsjenko begon op initiatief van zijn moeder al op achtjarige leeftijd met het leren van de Engelse taal. Hij studeerde in 1972 af aan het Maurice Thorez Instituut voor vreemde talen van de Staatsuniversiteit voor Linguïstiek) van Moskou. Hij werkte in eerste instantie als vertaler bij de Verenigde Naties. Later werd hij een van de belangrijkste tolken van zijn tijd door aanwezig te zijn bij vrijwel alle besprekingen tussen de Verenigde Staten en de Sovjet-Unie, die leidden tot het einde van de Koude Oorlog.
Hij beschreef zijn professionele memoires in het boek My Years with Gorbachev and Shevardnadze: The Memoir of a Soviet Interpreter. Verder schreef hij Moj Nesistematicheski Slovar oftewel: Mijn onsystematisch woordenboek. Dit is een Russisch-Engels woordenboek voorzien van achtergronden, inzichten en culturele aspecten die spelen tussen deze twee talen.
Na zijn jarenlange samenwerking met Gorbatsjov werd hij hoofd van de internationale afdeling van de Gorbatsjovstichting. Dit is een internationale niet-gouvernementele stichting voor sociaal-economische en politieke studies. Hij fungeert hier als woordvoerder, analist, tolk en vertaler.

## Afbeeldingen

Met Reagan en Gorbatsjov in Reykjavik (1986)
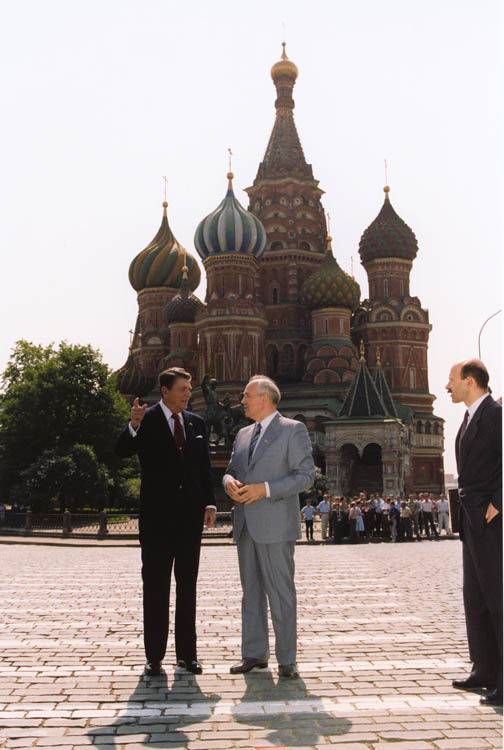
Met Reagan en Gorbatsjov in Moskou (1988)
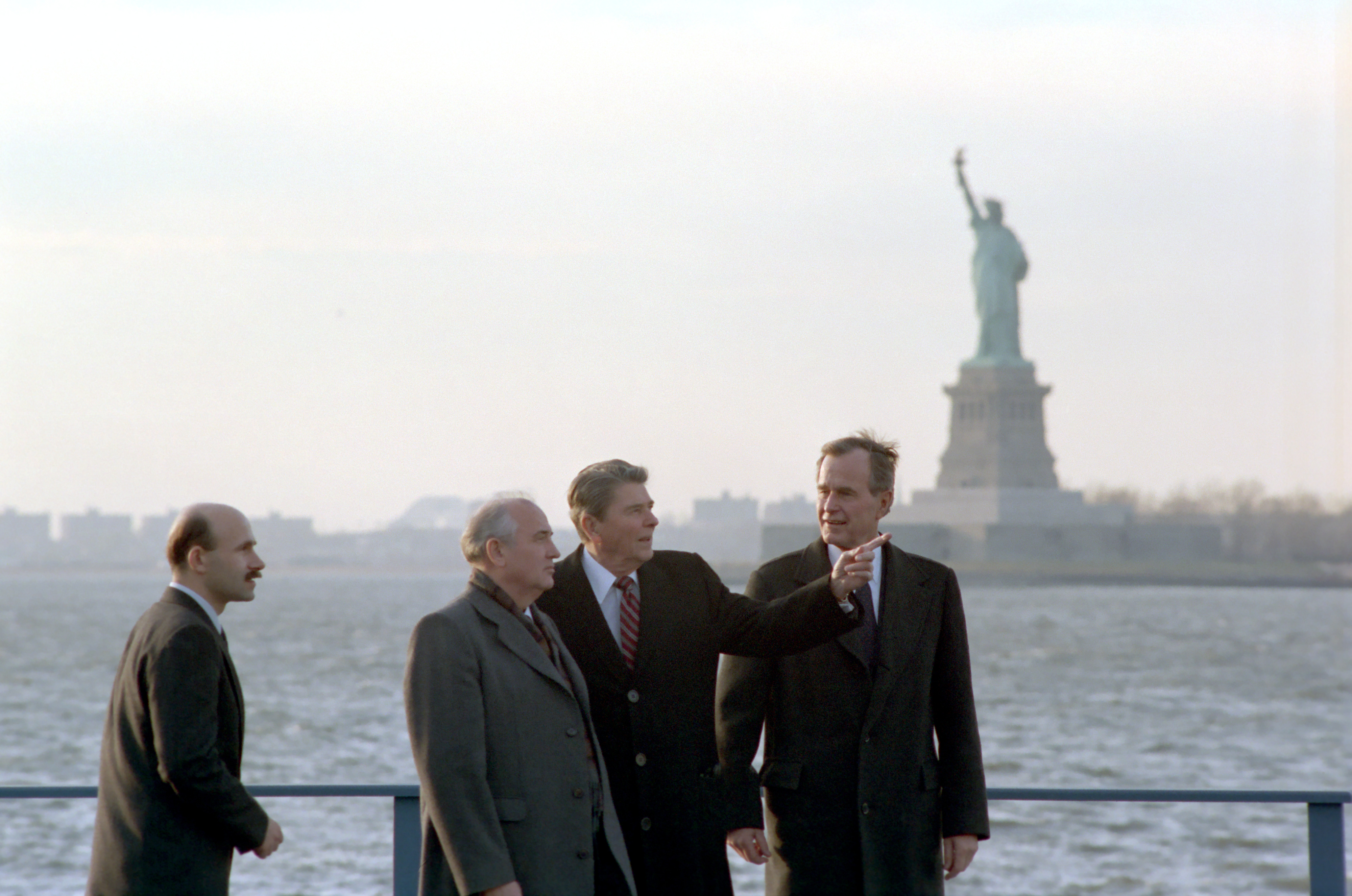
Met Gorbatsjov, Reagan en vicepresident Bush in New York (1988)

- Catàleg d'autoritats de noms i títols de Catalunya: 981058509978706706
- Gemeinsame Normdatei: 119493500
- International Standard Name Identifier: 0000 0001 0963 5246
- Library of Congress Control Number: n96051660
- Nationale Bibliotheek van Tsjechië: js20211123255
- Nationale Bibliotheek van Israël: 987007309999005171
- Nederlandse Thesaurus van Auteursnamen: 160754577
- Virtual International Authority File: 32807855
- WorldCat: E39PBJwtk9RxD4pDftYkyYHXBP